# مونت پلزنت (نیو ساوت ولز)
مونت پلزنت (به انگلیسی: Mount Pleasant) یک حومه شهر در استرالیا است که در نیو ساوت ولز واقع شده‌است.